# Джуклань
Джуклань, Джуклані (рум. Giuclani) — село у повіті Арджеш в Румунії. Входить до складу комуни Чомеджешть.
Село розташоване на відстані 134 км на захід від Бухареста, 28 км на захід від Пітешть, 83 км на північний схід від Крайови, 121 км на південний захід від Брашова.

## Населення
За даними перепису населення 2002 року у селі проживали 178 осіб, усі — румуни. Усі жителі села рідною мовою назвали румунську.